# Mario Bautista
Pour les articles homonymes, voir Bautista (homonymie).
Mario Bautista, né le 1er juillet 1993 à Winnemucca dans l'État du Nevada, est un pratiquant américain d'arts martiaux mixtes (MMA). Il combat actuellement dans la division des poids coqs de l'Ultimate Fighting Championship.

## Biographie

### Jeunesse
Mario Alberto Bautista naît et grandit à Winnemucca, au nord du Nevada. Après avoir pratiqué la lutte pendant 4 ans au lycée et avoir acquérit son diplôme d'études secondaires en 2011, il part pour Glendale, en Arizona, pour s'entraîner au sein du MMA Lab (en), célèbre club d'arts martiaux mixtes.

### Carrière dans les arts martiaux mixtes

#### Parcours au sein de l'Ultimate Fighting Championship (2019-)
Mario Bautista rejoint l'Ultimate Fighting Championship (UFC) en janvier 2019 avec un palmarès de 6 victoires pour 6 combats.
Il dispute son premier combat dans la fédération américaine le 19 janvier 2019, soit une semaine après sa signature, remplaçant John Lineker (en), blessé, contre Cory Sandhagen. Il perd le combat par soumission via clé de bras, au 1er round.
Il décroche sa première victoire à l'UFC le 20 juillet suivant, en vainquant le Sud-coréen Son Jin-soo via décision unanime au terme d'un affrontement désigné Combat de la soirée.
Le 8 février 2020, Bautista s'impose contre Miles Johns (en) par KO technique au 2e round, en l'envoyant au tapis avec un coup de genou volant avant de lui porter une série de coups de poing au sol.
Le 6 mars 2021, lors de l'UFC 259, il s'incline par KO technique contre Trevin Jones (en).
Le 25 juin suivant, Bautista vient à bout de Brian Kelleher (en) via soumission par étranglement arrière à la 1re reprise.
Le 5 novembre de la même année, il soumet Benito Lopez (en) avec une clé de bras en triangle, au 1er round.
Le 11 mars 2023, il défait l'Argentin Guido Cannetti (en) en le soumettant d'un étranglement arrière, au 1er round.
Le 19 août suivant, lors de l'UFC 292, il bat Da'Mon Blackshear via décision unanime.
Le 13 janvier 2024, il vainc Ricky Simón (en) via décision unanime. À la suite de cette victoire, il fait son entrée dans le top 15 de la division à la 14e place.

## Palmarès en arts martiaux mixtes
| 18 combats     | 16 victoires | 2 défaites |
| Par KO         | 3            | 1          |
| Par soumission | 6            | 1          |
| Sur décision   | 7            | 0          |

| Résultat | Record | Adversaire              | Méthode                                        | Événement                               | Date              | Round | Temps | Lieu                                | Notes                     |
| -------- | ------ | ----------------------- | ---------------------------------------------- | --------------------------------------- | ----------------- | ----- | ----- | ----------------------------------- | ------------------------- |
| Victoire | 16–2   | Patchy Mix              | Décision (unanime)                             | UFC 316 : Dvalishvili contre O'Malley 2 | 7 juin 2025       | 3     | 5:00  | Newark, New Jersey, États-Unis      |                           |
| Victoire | 15–2   | José Aldo               | Décision (divisée)                             | UFC 307 : Pereira contre Rountree Jr    | 5 octobre 2024    | 3     | 5:00  | Salt Lake City, Utah, États-Unis    |                           |
| Victoire | 14–2   | Ricky Simón             | Décision unanime                               | UFC Fight Night: Ankalaev vs. Walker II | 13 janvier 2024   | 3     | 5:00  | Las Vegas, Nevada, États-Unis       |                           |
| Victoire | 13–2   | Da'Mon Blackshear       | Décision unanime                               | UFC 292: Sterling vs. O'Malley          | 19 août 2023      | 3     | 5:00  | Boston, Massachusetts, États-Unis   |                           |
| Victoire | 12–2   | Guido Cannetti          | Soumission (étranglement arrière)              | UFC Fight Night: Yan vs. Dvalishvili    | 11 mars 2023      | 1     | 3:18  | Las Vegas, Nevada, États-Unis       |                           |
| Victoire | 11–2   | Benito Lopez            | Soumission (clé de bras en triangle)           | UFC Fight Night: Rodriguez vs. Lemos    | 5 novembre 2022   | 1     | 4:54  | Las Vegas, Nevada, États-Unis       | Performance de la soirée. |
| Victoire | 10–2   | Brian Kelleher          | Soumission (étranglement arrière)              | UFC on ESPN: Tsarukyan vs. Gamrot       | 25 juin 2022      | 1     | 2:27  | Las Vegas, Nevada, États-Unis       |                           |
| Victoire | 9–2    | Jay Perrin              | Décision unanime                               | UFC Fight Night: Walker vs. Hill        | 19 février 2022   | 3     | 5:00  | Las Vegas, Nevada, États-Unis       |                           |
| Défaite  | 8–2    | Trevin Jones            | TKO (coups de poing)                           | UFC 259: Błachowicz vs. Adesanya        | 6 mars 2021       | 2     | 0:40  | Las Vegas, Nevada, États-Unis       |                           |
| Victoire | 8–1    | Miles Johns             | TKO (coup de genou volant puis coups de poing) | UFC 247: Jones vs. Reyes                | 8 février 2020    | 2     | 1:41  | Houston, Texas, États-Unis          | Performance de la soirée. |
| Victoire | 7–1    | Son Jin-soo             | Décision unanime                               | UFC on ESPN: dos Anjos vs. Edwards      | 20 juillet 2019   | 3     | 5:00  | San Antonio, Texas, États-Unis      | Combat de la soirée.      |
| Défaite  | 6–1    | Cory Sandhagen          | Soumission (clé de bras)                       | UFC Fight Night: Cejudo vs. Dillashaw   | 19 janvier 2019   | 1     | 3:31  | New York, États-Unis                |                           |
| Victoire | 6–0    | Juan Pablo González     | Décision unanime                               | Combate Americas 26: Mexico vs. USA     | 13 octobre 2018   | 3     | 5:00  | Tucson, Arizona, États-Unis         |                           |
| Victoire | 5–0    | A.J. Robb               | Soumission (étranglement en guillotine)        | LFA 44: Frincu vs. Aguilera             | 29 juin 2018      | 2     | 3:30  | Phoenix, Arizona, États-Unis        |                           |
| Victoire | 4–0    | Raphael Montini de Lima | TKO (arrêt du médecin)                         | LFA 31: Moffett vs. Le                  | 19 janvier 2018   | 2     | 5:00  | Phoenix, Arizona, États-Unis        |                           |
| Victoire | 3–0    | DeMarcus Brown          | Soumission (étranglement arrière)              | SMASH Global 6                          | 28 septembre 2017 | 1     | 4:46  | Los Angeles, Californie, États-Unis | Combat en poids plumes.   |
| Victoire | 2–0    | Devon Chavez            | Submission (D'Arce choke)                      | Tachi PF 32: Ruiz vs. Cabezas           | 3 août 2017       | 2     | 0:59  | Lemoore, Californie, États-Unis     |                           |
| Victoire | 1–0    | Jesse Orta              | TKO (coups de poing)                           | Iron Boy MMA 6                          | 15 mai 2017       | 1     | 1:28  | Phoenix, Arizona, États-Unis        |                           |